# Euxoa feniseca
Euxoa feniseca är en fjärilsart som beskrevs av Harvey 1875. Euxoa feniseca ingår i släktet Euxoa och familjen nattflyn. Inga underarter finns listade i Catalogue of Life.